# Leon Rogalski
Leon Rogalski (ur. 7 stycznia 1806 w Wilnie, zm. 15 marca 1878 w Warszawie) – polski historyk i literaturoznawca, publicysta, encyklopedysta oraz tłumacz.

## Życiorys
W 1834 założył w Wilnie czasopismo „Wizerunki i Roztrząsania Naukowe”. Od 1835 w Warszawie był sekretarzem Rady Wychowania w Królestwie Polskim. Był również encyklopedystą w latach 1836–1840 redaktor nieukończonej Encyklopedii obrazowej systematycznej wydawanej przez Jana Glücksberga . W latach 1860–1866 był współredaktorem Encyklopedii powszechnej S. Orgelbranda .

## Dzieła
Opublikował wiele prac na temat historii i literatury;
- Obraz historyi powszechnej od najdawniejszych do najnowszych czasów, (1842),
- Historya zgromadzeń prawodawczych, Konwencyi Narodowej i Dyrektoryatu, czyli Francya od 1789 do 1800 roku t. 1–2, (1845),
- Dzieje krzyżaków oraz ich stosunki z polska litwą i prussami, (1846),
- Dzieje Jana III Sobieskiego, króla polskiego, wielkiego ksie̜cia litewskiego, (1847),
- Piotr Wielki i wiek jego : obraz historyczny, (1851)[4],
- Świat duchów czyli sny, przeczucia i widzenia, (1869),
- Historia literatury polskiej, t. 1–2 (1871)[5][6],

### Tłumaczenia
Był również autorem przekładów z języka francuskiego:
- Alexandre Dumas, Hiszpania i Afryka, t. 1–2 (1848),
- Adolphe Thiers, Historya konsulatu i cesarstwa, t. 1–11 (1846–1855),
- Pamiętniki pogrobowe, t. 1–2, (1849),